# クーニョリ
クーニョリ（イタリア語: Cugnoli）は、イタリア共和国アブルッツォ州ペスカーラ県にある、人口約1,500人の基礎自治体（コムーネ）。

## 地理

### 位置・広がり

#### 隣接コムーネ
隣接するコムーネは以下の通り。
- アランノ
- カティニャーノ
- チヴィタクアーナ
- ノッチャーノ
- ピエトラーニコ

## 行政

### 分離集落
クーニョリには、以下の分離集落（フラツィオーネ）がある。
- Andragona, Arcitelli, Cesura, Colle delle Bocache (Biancospino), Colle della Torre, Colle San Luca, Colle Santa Lucia, Fonte Tudico, Piano Cautolo, Piano Finocchio, Rotaggiannelli, San Pietro, Santa Maria del Ponte, Vaccardo, Vadallone, Vallarno